# 発足 (石狩市)
発足（はったり）は北海道石狩市厚田区厚田の東部を指す名称。
厚田・古潭・望来・聚富と並ぶ、厚田区を形成する5つの地域のひとつである。
地名はアイヌ語で「淵」や「川の流れのよどむところ」を意味するハッタラに由来する。

## 歴史

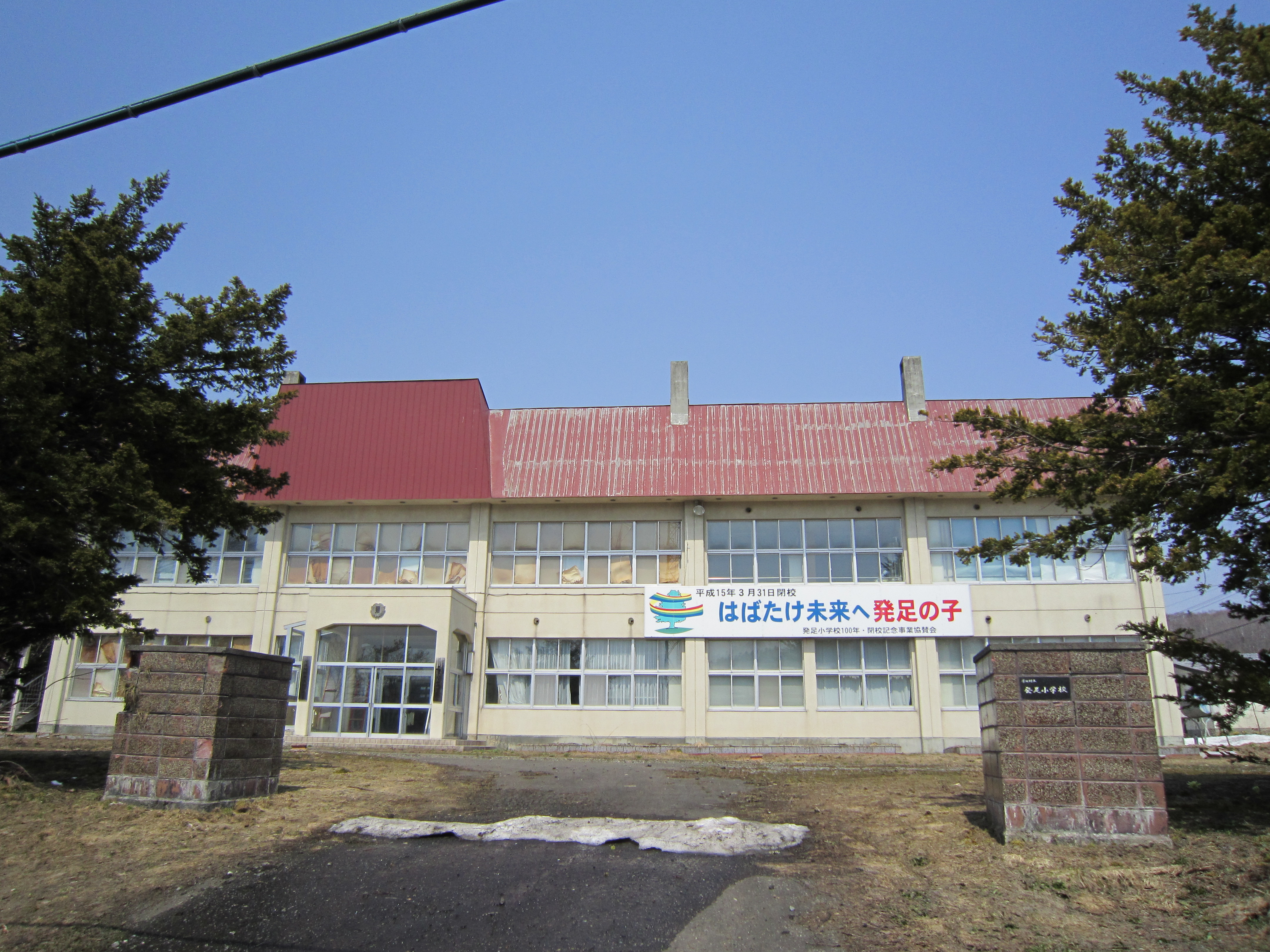
旧・発足小学校

1885年（明治18年）12月22日に伊藤博文が内閣制度に基づく初代の内閣総理大臣に就任した時点では、日本の有権者は直接国税2円50銭を納めている者に限られていた。そのころ、貧富の差をもって人権の差とする政治に憤りを覚えた徳島県の若者たちが15、6名で集会を開き、北海道開拓に挑戦することで貧しさから抜け出そうとしていた。集会の先頭に立った美馬徳太郎・村上與平・前田節之助は、開拓者の募集広告が載せられた地方新聞紙を手にし、前年に札幌近郊で就労を始めた谷傳吉の情報を仲間たちに説いた。議決の結果は、開拓に賛成となった。
1886年（明治19年）2月、先発者に選ばれた美馬と村上の両名は故郷を発ち、青森からの貨物船で小樽港に向かった。宿泊先で幸運にも厚田村の有力者である佐藤弁蔵の知遇を得たふたりは、誘いを受けて米・味噌・漁網買い入れ漁船に便乗し、厚田漁港に赴くこととなった。厚田本村はニシン漁の拠点として発展を遂げつつあり、また厚田川下流域では前年に山口県団体による開拓が始まったばかりという活気に満ちた状況を目にした美馬と村上は、故郷に情報を流して妻子や同志を呼び寄せた。
入植開拓第一陣は、美馬徳太郎・村上與平・前田節之助・谷梅蔵・美馬彦吉のわずか5家族であり、彼らは1886年（明治19年）6月、厚田川に出戸股川が注ぐ地点の対岸付近の盆地で開墾を始めた。まず念頭に置かれたのは自給自足であり、トウモロコシ・ジャガイモ・カボチャ・ダイコンを主食として、春に浜で働いて得た身欠きニシンが添えられた。生活は苦しかったが、当時はまだ漁獲を規制するような行政処置はなかったので、厚田川で夏にはマス、秋にはサケが獲り放題であった。入植から5年が経つと20戸余りの集落が形成され、十数年過ぎると40戸を越えるようになった。
1900年（明治33年）、厚田と月形を結ぶ道が開通する。
1903年（明治36年）3月には発足分教場が設置され、公立の教育機関ができたことで、それまで6年にわたって続けられてきた寺子屋形式の私塾は閉鎖となった。この分教場が、厚田村立発足小学校の前身である。
1966年（昭和41年）9月、団体電話が架設される。
1971年（昭和46年）、発足小学校に併置されていた中学校が、厚田中学校に統合される。
1985年（昭和60年）9月7日、開基百年記念碑が建立される。
2003年（平成15年）3月、発足小学校閉校。校舎は「発足地域交流センター」および「厚田・岩波映像資料センター えい・あい館」に転用された。
- 旧・発足小学校